# Baeg-ya
Baeg-ya (백야?; lett. "Notte bianca", noto internazionalmente come White Night) è un film sudcoreano del 2012 a tematica omosessuale, facente parte della trilogia antologica composta anche da Jinan-yeoreum, gapjagi e Namjjog-euro ganda, diretta e sceneggiata da Leesong Hee Il.
L'opera è stata presentata alla 63ª edizione del Festival internazionale del cinema di Berlino nella sezione "panorama".

## Trama
Won-gyu, uno steward di volo tornato in Corea del Sud dopo molti anni di assenza, decide di passare la nottata con un prostituto di nome Tae-joon. Sebbene sia ben intenzionato a consumare il rapporto sessuale con lui, diverse reminiscenze del proprio passato gli impediscono di farlo, preferendo ripiegare la nottata a parlare con Tae-joon fin quando non incontrerà, per caso, una sua vecchia conoscenza legata a un pestaggio che subì molti anni addietro. Nonostante la volontà di Tae-joon di trattenerlo, Won-gyu decide di ottenere la propria vendetta.

## Personaggi e interpreti
- Kang Won-gyu, interpretato da Won Tae-hee
Steward di volo omosessuale da molti anni assente dalla Corea del Sud, suo paese d'origine. Sostiene di avere un fidanzato in Germania, su cui però rilascia dichiarazioni incoerenti che fanno sospettare si tratti di una menzogna.
- Tae-joon, interpretato da Lee Yi-kyung
Fattorino che pratica anche la prostituzione.
- Do-yoon, interpretato da Kim Hyun-sung
- Yo-han, interpretato da Won Duk-hyun